# Gustav von Schmoller
Gustav von Schmoller (født 24. juni 1838 i Heilbronn, død 27. juni 1917 i Harzburg) var en tysk socialøkonom og -historiker.
Von Schmoller blev 1864 professor i Halle, 1872 i Strasbourg, 1882 i Berlin. Han blev 1884 medlem af det preussiske statsråd, fra 1899 Berlins Universitets repræsentant i det preussiske herrehus. Von Schmoller deltog 1872 i Stiftelsen af "Verein für Sozialpolitik" og blev som så mange andre af den grund benævnt katedersocialist, en for von Schmoller meget vildledende betegnelse, da han både som økonom og som politiker nærmest var konservativ, men med afsky for alle yderligheder forenede han dyb interesse og forståelse af det sociale spørgsmåls betydning og rækkevidde.
Dette spørgsmål er for von Schmoller ikke et problem, der specifikt er knyttet til samtidens industri, men det har bestået, så længe man har kendt arbejdsdeling og privat ejendomsret til jord og kapital, hvoraf følger samfundsklassemodsætning, — for så vidt er for von Schmoller som for Marx historien først og fremmest læren om klassekampene. Fra 1881 udgav von Schmoller, først alene, senere sammen med Sering, "Jahrbücher für Gesetzgebung und Verwaltung", hvori von Schmoller selv har offentliggjort en række navnlig socialhistoriske afhandlinger. 
Medens von Schmoller var professor i Strasbourg, fordybede han sig blandt andet i denne bys økonomiske historie og har herved indgående studeret laugsvæsenets historie: Die Strassburger Tucher- und Weberzunft (i 13.-17. århundrede, 1879). En del af von Schmollers talrige økonomisk-historiske afhandlinger er samlede i de 4 værker: Zur Litteraturgeschichte der Staats- und Sozialwissenschaften (1888), Zur Sozial- und Gewerbepolitik der Gegenwart (1890), Umrisse und Untersuchungen zur Verfassungs-, Verwaltungs- und Wirtschaftsgeschichte (1898) og Über einige Grundfragen der Sozialpolitik und der Volkswirtschaftslehre (1898). 
Navnlig har von Schmoller dog fået internationalt ry for sit Grundriss der allgemeinen Volkswirtschaftslehre (2 bind, 1900—04), der er udkommet i en række oplag almindelige teoretiske udviklinger findes der kun lidt af i dette Grundrids på 1200 sider, derimod en fylde af enkeltheder, der gør værket til en håndbog, som man ikke søger forgæves, og som gennem sin ordning giver læseren et vidt udsyn og et klart overblik over de samfundsmæssige forholds sammenhæng og udvikling. 
Efter von Schmollers død er ved Duncker und Humblot udgivet det sociologiske værk: Soziale Frage (1918) og en samling af von Schmollers indlæg i døgnets spørgsmål: Zwanzig Jahre deutscher Politik (1920), i hvilken sidste von Schmoller hævder fordelen for de sociale reformer ved det oplyste monarki med en dygtig embedsstand, stående udenfor partierne og udenfor de kæmpende befolkningsmasser. von Schmoller var medlem af en række lærde selskaber, deriblandt fra 1898 af Det kongelige danske Videnskabernes Selskab.

## Literatur
- Even Marstrand (1917), "Gustav von Schmoller. (1838-1917)", Nationaløkonomisk Tidsskrift, Wikidata  Q124149322
- Schmoller, Gustav i Salmonsens Konversationsleksikon (2. udgave, 1926)